# Генріх Рорер
Генріх Рорер (нім. Heinrich Rohrer; 6 червня 1933, Бухс, Швейцарія — 16 травня 2013, Воллерау, Швейцарія) — швейцарський фізик, лауреат Нобелівської премії з фізики в 1986 р. (Половина премії, спільно з Гердом Біннігом «за винахід скануючого тунельного мікроскопа»; другу половину премії отримав Ернст Руска "за роботу над електронним мікроскопом ".)

## Біографія
Після закінчення школи восени 1951 р. Рорер надійшов, випадково (згідно з його автобіографією), в Вищу технічну школу в Цюриху на фізичне відділення. Серед його викладачів були Вольфганг Паулі і Пауль Шеррер. У 1955 р. Рорер починає працювати над дисертацією, на кафедрі Йоргена Ольсена, по темі зміни довжини надпровідник ів при переході в надпровідний стан, індукованому магнітним полем. У 1963 р. Рорер перейшов в дослідницькі лабораторії IBM в Рюшліконі, де він працював над ефектом Кондо і після зустрічі з Гердом Бінніга розробив спільно з ним скануючий тунельний мікроскоп.

## Публікації
- KW Blazey, H. Rohrer.Antiferromagnetism and the Magnetic Phase Diagram of GdAlO 3. / / Phys. Rev. V. 173, № 2, P. 574–580 (1968).
- Gerd Binnig, Heinrich Rohrer.Gerät zur rasterartigen Oberflächenuntersuchung unter Ausnutzung des Vakuum-Tunneleffekts bei kryogenischen Temperaturen. / / Europäische Patentanmeldung 0027517, Priorität: 20.9.1979 CH 8486 79.
- G. Binnig, H. Rohrer, C. Gerber, E. Weibel.Surface studies by scanning tunneling microscopy. / / Phys. Rev. Lett. V. 49, № 1, P. 57 — 61 (1982).
- Gerd Binnig, Heinrich Rohrer, C. Gerber, E. Weibel.Tunneling through a Controllable Vacuum Gap. [недоступне посилання з квітня 2019]/ / Appl. Phys. Lett. V. 40, P. 178 (1982).
- Г. Бінніг, Г. Рорер.Скануюча тунельна мікроскопія — від народження до юності: Нобелівська лекція.  [Архівовано 22 травня 2011 у Wayback Machine.]/ / УФН, Т. 154, № 2 (1988).
- Г. Бінніг, Г. Рорер.Скануюча тунельна мікроскопія — від народження до юності: Нобелівська лекція. / / Атоми «очима» електронів. — М.: Знання, 1988.